# 2007 en Finlande
Chronologie de la Finlande
- 2003
- 2004
- 2005
- 2006
- 2007
- 2008
- 2009
- 2010
- 2011

Cette page concerne les évènements survenus en 2007 en Finlande ou qui concernent ce pays :

## Événements

### Janvier
- 1er janvier :
  - Fusions municipales en Finlande [1]:
    - Toijala et Viiala → à Akaas.
    - Kuivaniemi → à Ii.
    - Längelmäki → vers Jämsä et Oriveti.
    - Vuolijoki → à Kajaani.
    - Haukivuori → à Mikkeli.
    - Mietoinen → à Mynämäki.
    - Pieksänmaa → à Pieksämäki.
    - Luopioinen → à Pälkäne.
    - Kodisjoki → à Rauma.
    - Ruukki → à Siikajoki.
    - Suodenniemi → à Vammala.
    - Viljakkala → jusqu'à Ylöjärvi.
    - Suolahti et Sumiainen → à Äänekoski.
    - Vöyri et Maksamaa ont fusionné pour former la commune de Vöyri-Maksamaa.

  - La présidence de l’Union européenne passe de la Finlande à l’Allemagne.

### Février
- 14 février : Mikko Franck, chef d'orchestre principal de l'Opéra national de Finlande, démissionne de son poste en signe de protestation contre la manière dont Erkki Korhonen dirige l'opéra.
- 17 février : Hanna Pakarinen a été choisie comme représentante de la Finlande à l'Eurovision.

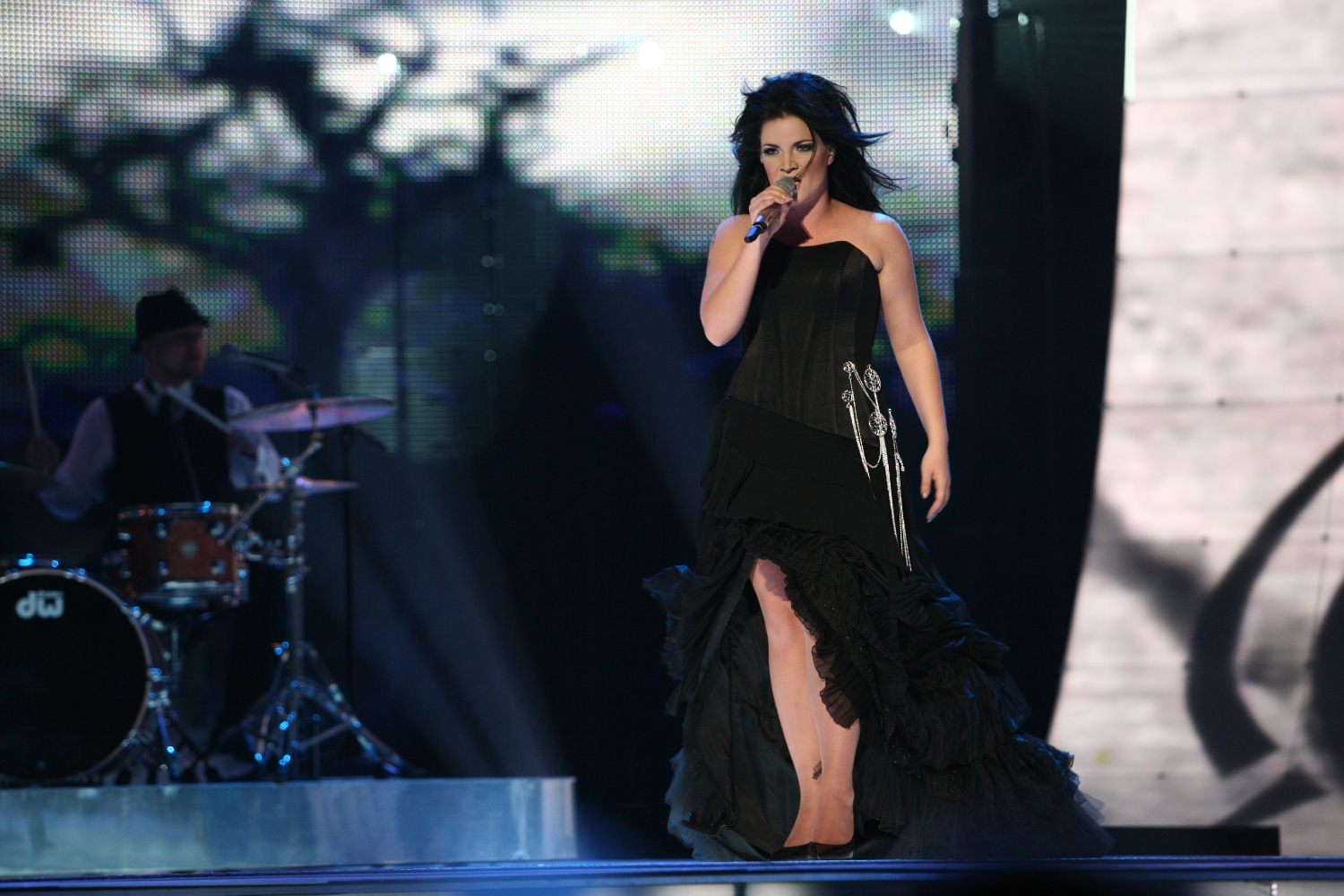
Hanna Pakarinen.

### Mars
- 3 mars : une éclipse lunaire totale a été visible en Finlande dans la nuit, entre 0h44 et 1h58 du matin.
- 15 mars : centenaire des premières élections au parlement monocaméral de Finlande.
- 18 mars : élections législatives finlandaises de 2007. Le Parti de la coalition nationale a gagné 10 sièges supplémentaires et le Parti social-démocrate en a perdu huit. Le Parti des Finlandais, les Verts et le Parti populaire finlandais ont également gagné des sièges. Le Parti du centre a perdu des sièges, mais a conservé sa position de premier parti. La participation électorale a été la plus faible depuis 1945.

### Avril
- 5 avril : la police criminelle nationale finlandaise a arrêté un Rwandais de 55 ans résidant à Porvoo, soupçonné d'implication dans le génocide rwandais de 1994. Le tribunal de district de Porvoo l'a incarcéré le lendemain. Arrivé en Finlande en 2003 comme réfugié, il avait demandé l'asile et travaillé comme prêtre à l'église baptiste de Vaasa.
- 19 avril : gouvernement Vanhanen II (Vanhasen II hallitus, en finnois, Regeringen Vanhanen II, en suédois). C'est le gouvernement de la République de Finlande entre le 19 avril 2007 et le 22 juin 2010, durant la trente-cinquième législature de la Diète nationale.

### Mai
- 4 mai : huit partis, qui n'avaient présenté aucun candidat au Parlement lors de deux élections consécutives, ont été radiés du registre des partis du ministère de la Justice. Parmi ces partis figurent le Parti des travailleurs finlandais (STP), les Libéraux et le Mouvement patriotique du peuple finlandais.
- 8 mai : le poète et traducteur Matti Rossi a reçu le Prix d'État de littérature. Ben Zyskowicz, député du Parti de la coalition nationale, s'est vivement opposé à la remise de ce prix à Rossi, invoquant ses activités dans les années 1970. Rossi avait dénoncé une déclaration de l'écrivain hongrois Dénes Kiss, alors en visite en Finlande, critiquant l'Union soviétique. Le ministre de la Culture, Stefan Wallin, qui a décerné le prix, ignorait tout du passé de Rossi.
- 10 et 12 mai : Concours Eurovision de la Chanson 2007.

### Juin
- 1er juin : la législation finlandaise sur le tabac est devenue plus stricte. Il est interdit de fumer dans les restaurants, cafés et autres établissements de restauration. Fumer à l'intérieur n'est autorisé que dans des zones fumeurs climatisées. Selon un sondage d'opinion commandé par le ministère des Affaires sociales et de la Santé via TNS Gallup, 77 % des Finlandais sont favorables à un durcissement de la loi.
- 28 juin : le gouvernement finlandais décide d'annexer de force une zone d'environ 30 kilomètres carrés de la municipalité de Sipoo à la ville d'Helsinki. Nombreux sont ceux qui considèrent cette décision comme un précédent susceptible d'être appliqué à d'autres villes en pleine expansion.

### Juillet
- 31 juillet : le Conseil de sécurité de l'ONU décide à l'unanimité d'envoyer une force de maintien de la paix pouvant compter jusqu'à 26 000 hommes dans la région du Darfour, au Soudan. L'opération est décrite comme la plus vaste et la plus coûteuse de l'histoire des opérations de maintien de la paix de l'ONU. Le Premier ministre Matti Vanhanen annonce le 14 août que la Finlande se retirera de l'opération.

### Août
- 12 août : inondation dans la ville de Pori, la pire inondation urbaine de l'histoire de la Finlande.

### Septembre
- 1er septembre : 
  - la diffusion de la télévision analogique a été interrompue sur le réseau hertzien finlandais. Les diffusions analogiques ont été autorisées sur les réseaux câblés jusqu'à fin février 2008.
  - La Finlande a remporté son tout premier concours Eurovision de la chanson à Londres.
- 6 septembre : le ministre de la Défense Jyri Häkämies a fait sensation lors de sa visite aux États-Unis avec un discours sur la politique de sécurité finlandaise, dans lequel il a déclaré que le principal défi sécuritaire de la Finlande était « la Russie, la Russie, la Russie ». La présidente Tarja Halonen et le Premier ministre Matti Vanhanen ont pris leurs distances avec le discours de Häkämies. Le journal russe Rossiyskaya Gazeta a jugé le discours de Häkämies « étrange », mais les dirigeants politiques russes n'ont pas commenté.
- 12 septembre : l’équipe nationale finlandaise de volley-ball est entrée dans l’histoire du volley-ball finlandais en se qualifiant pour les demi-finales du Championnat d’Europe.
- 14 septembre : le groupe finlandais HIM a sorti un nouvel album intitulé Venus Doom.
- 16 septembre : l’équipe nationale finlandaise de volley-ball a terminé quatrième aux Championnats d’Europe.
- 27 septembre : Päivi Kärkkäinen, licenciée en philosophie, a été nommée directrice générale de l'Opéra national de Finlande. Elle est la première femme à diriger l'opéra depuis près de 70 ans, après Aino Ackté, et la deuxième femme à occuper ce poste.
- 30 septembre : Grand Prix automobile du Japon 2007 de Formule 1 : deux Finlandais sur le podium, Heikki Kovalainen a terminé deuxième et Kimi Räikkönen troisième.

### Octobre
- 10 octobre : le journal Uusi Suomi, fermé en 1991, commence à être publié en ligne sous le nom de Uusisuomi.fi.
- 21 octobre : 
  - Kimi Räikkönen remporte le Championnat du monde de Formule 1 2007 face à Fernando Alonso et Lewis Hamilton lors du Grand Prix du Brésil 2007.
  - élections législatives ålandaises de 2007. Elles ont permis le renouvellement des 30 sièges du Lagting, le parlement régional.
- 29 octobre : le groupe de rock canadien Rush se produit à la Hartwall Arena. Ce concert est le premier du groupe en Finlande.

### Novembre
- 7 novembre : fusillade à l'école de Jokela.
- 8 novembre : le tribunal de district d'Helsinki a condamné l'État finlandais à verser à l'ambassadeur Alpo Rusi 70 000 euros d'indemnisation pour perte de revenus et préjudice moral causés par des soupçons infondés d'espionnage. De plus, l'État a été condamné à verser plus de 105 000 euros de frais de justice. Rusi avait initialement réclamé un demi-million d'euros d'indemnisation. L'État a fait appel de la décision.
- 21 novembre : en faisant match nul 0-0 contre le Portugal, l'équipe nationale finlandaise de football a perdu toutes chances de se qualifier pour la phase finale du Championnat d'Europe 2008.

### Décembre
- 6 décembre : la Finlande célèbre le 90e jour de l’indépendance.
- 31 décembre : la Banque de Finlande cesse de racheter les pièces d'argent d'un mark utilisées entre 1964 et 1993, les pièces de cinq marks utilisées entre 1972 et 1993 et les pièces commémoratives frappées entre 1967 et 1985. La Banque de Finlande a vendu les pièces restituées au ministère des Finances, après quoi elles ont été fondues pour former la matière première de nouvelles pièces.

## Sport
- Championnat de Finlande de football 2007
- Championnat de Finlande de hockey sur glace 2006-2007
- Championnat du monde moins de 18 ans de hockey sur glace 2007

## Culture

### Sortie de film
- Arn, chevalier du Temple
- Astrópía
- Den nya människan
- Musta jää
- Tali-Ihantala 1944
- T'as de beaux yeux, chéri
- Un travail d'homme
- La Véritable Histoire du Père Noël